# Murray Melvin
Murray Melvin (ur. 10 sierpnia 1932 w Londynie, zm. 14 kwietnia 2023 tamże) – brytyjski aktor teatralny i filmowy, reżyser operowy i teatralny.

## Życiorys
Murray Melvin urodził się w Hampstead – prestiżowej dzielnicy północnego Londynu, jako syn Hugh Victora Melvina i Maisie Winifred z d. Driscoll. W wieku czternastu lat porzucił szkołę i rozpoczął pracę jako goniec w jednym z biur podróży przy Oxford Street, a następnie w firmie wysyłkowej. Dwa lata spędził w służbie rezerwowej RAF (jego ojciec służył w RAF-ie podczas wojny). Następnie (najprawdopodobniej dzięki koneksjom ojca) został zatrudniony jako urzędnik i sekretarz dyrektora rady sportowej RAF w Ministerstwie Lotnictwa, chociaż sportem nigdy się nie zajmował. Od czternastego roku życia uczęszczał również na zajęcia kółka aktorskiego w dzielnicowym klubie młodzieżowym (którego współzałożycielami byli jego rodzice), a następnie na zajęcia dramatyczne i baletowe w Miejskim Instytucie Literackim (City Literary Institute). Coraz bardziej pociągało go aktorstwo, w którym odnajdywał sposób na swoją samorealizację. Podczas jednej z przerw w pracy w ministerstwie, złożył aplikację do „Theatre Workshop” – trupy teatralnej pod kierownictwem Joan Littlewood, ówcześnie działającej przy Theatre Royal Stratford East. Został przyjęty i w październiku 1957 roku rozpoczął pracę jako asystent kierownika scenicznego i głównego scenografa. W tym samym roku miał również miejsce jego debiut sceniczny – wystąpił w roli posłańca królowej w Makbecie. Okazał się zdolnym aktorem, co potwierdziły kolejne jego role na deskach scenicznych. Występ w sztuce Smak miodu (A Taste of Honey) z 1958 i jej ekranizacja w reżyserii Tony’ego Richardsona z 1961 roku, za którą otrzymał nagrodę dla najlepszego aktora na 15. MFF w Cannes (1962) oraz nagrodę BAFTA za najbardziej obiecujący debiut aktorski (1961), uczyniły go gwiazdą kina światowego. Jego kolejne występy w sztukach teatralnych Theatre Royal Stratford East w kraju i zagranicą szły w parze z następnymi kreacjami filmowymi.
Od 1964 – wraz z podjęciem współpracy z reżyserem Lewisem Gilbertem, a następnie Kenem Russellem – Melvin na stałe związał się z filmem. Efektem tego stanu rzeczy były klasyczne już dzisiaj, choć nieco zapomniane obrazy kina światowego, takie jak: Nawiedzony okręt (1962), Alfie (1966), Diabły (1971), Lisztomania (1975), Więźniowie honoru (1991). Szczególna, artystyczna więź łączyła go z Russelem, którego aktorem i przyjacielem pozostał aż śmierci reżysera w 2011 roku. W swoich filmach obsadzali go również m.in. John Frankenheimer (Żyd Jakow z 1968), Stanley Kubrick (Barry Lyndon z 1975), Richard Fleischer (Książę i żebrak z 1977), Joel Schumacher (Upiór w operze z 2004).
Melvin nie zaniedbywał również „szklanego ekranu” na którym był obecny od 1959 roku. I to właśnie produkcje telewizyjne, pomimo stricte teatralnego rodowodu aktora i sukcesów w kinie, od początków kariery stanowiły domenę tego aktora. Były to jednak wyłącznie epizodyczne role, chociaż jego nazwisko można odnaleźć w obsadzie tak znanych produkcji TV jak: Rewolwer i melonik, Jonathan Creek, Torchwood czy też cykl SF Starhunter.
W swojej ponad 60-letniej karierze aktorskiej wystąpił w ponad 50 produkcjach telewizyjnych i 40-tu filmowych, partnerując tak znanym gwiazdom światowego kina jak: Alec Guinness, Stanley Baker, Dora Bryan, Rita Tushingham, Dirk Bogarde, Anthony Quayle, Barbara Windsor, Laurence Harvey, Michael Caine, Shelley Winters, Warren Beatty, Susannah York, Michael York, Alan Bates, Gene Wilder, Donald Sutherland, Hugh Griffith, Oliver Reed, Vanessa Redgrave, Twiggy, Alan Bates, Murray Head, Peter Sellers, Anthony Franciosa, Roger Daltrey, Ryan O’Neal, Marisa Berenson, Hardy Krüger, Lee Marvin, Roger Moore, Richard Harris, Ann-Margret, John Gielgud, Oliver Reed, Raquel Welch, Mark Lester, Charlton Heston, Ernest Borgnine, George C. Scott, Rex Harrison, David Hemmings, Harry Andrews, Joan Collins, Gabriel Byrne, Raf Vallone, Max von Sydow, Eli Wallach, Faye Dunaway, Derek Jacobi, Ben Kingsley, Mark Hamill, Cyril Cusack, Christopher Eccleston, Richard Dreyfuss, Phoebe Cates, Jim Broadbent, Miranda Richardson, Whoopi Goldberg, Ian Holm, Gerard Butler, Emmy Rossum, Patrick Wilson i in.
Jego dorobek teatralny to ponad 40 kreacji teatralnych w adaptacjach tak znanych autorów jak (m.in.): William Shakespeare, Fernando de Rojas, Charles Dickens, Shelagh Delaney, Brendan Behan, Ben Jonson, Joan Littlewood, Bernard Shaw, Arthur Kopit, Georges Feydeau, Arnold Ridley, W.S. Gilbert, Richard Brinsley Sheridan, John O’Keeffe, Peter Barnes, Aleksandr Gribojedow, Ludvig Holberg, Friedrich Schiller, John Vanbrugh, Federico García Lorca, Jean Baptiste Racine, Dion Boucicault, Seamus Heaney.
Jest założycielem i członkiem „Ośrodka Aktorskiego im. Joan Littlewood” w Manchester. Swoich sił z powodzeniem próbował również jako reżyser teatralny we wszystkich jego gatunkach, tj. operze, recitalu, dramacie i komedii. Jako wolontariusz macierzystego Theatre Royal Stratford East od 1992 roku, przeprowadził udaną kampanię na rzecz umieszczenia statui Joan Littlewood na Theatre Square w Stratford w 2013 roku.
Doctor „honoris causa” Uniwersytetu De Montfort (2013) i honorowy absolwent Uniwersytetu w Essex (2015) oraz Rose Bruford College (2016).
Autor książek: The Art of Theatre Workshop (Londyn, 2006), The Theatre Royal, A History of the Building (Londyn, 2009).

### Filmografia
- 1960 – Przestępca – Antlers
- 1960 – Suspect – Teddy Boy
- 1961 – Smak miodu – Geoffrey
- 1961 – Rewolwer i melonik – Charlie
- 1962 – Nawiedzony okręt – Wagstaffe
- 1966 – Alfie – Nat
- 1966 – Kalejdoskop – Aimes
- 1968 – Żyd Jakow – ksiądz
- 1970 – Zacznijcie rewolucję beze mnie – ślepiec
- 1971 – Diabły – Mignon
- 1972 – Życie w mroku – doktor
- 1975 – Lisztomania – Hector Berlioz
- 1975 – Barry Lyndon – wielebny
- 1976 – Krzyknąć diabłu w twarz – por. Phipps
- 1977 – Joseph Andrews – Beau Didapper
- 1977 – Książę i żebrak – garderobiany księcia
- 1982 – Nutcracker – Leopold
- 1985 – Krzysztof Kolumb – ojciec Linares
- 1986 – Towarzysze – urzędnik
- 1988 – Mała Dorrit – mistrz tańca
- 1989 – Rzeka wichru – mężczyzna na schodach
- 1990 – Bracia Kray – gazeciarz
- 1991 – Więźniowie honoru – Bertillon
- 1994 – Księżniczka Caraboo – lord Motley
- 1995 – Orkiestra Oskara – Lucius
- 1998 – Jonathan Creek – Lionel Prekopp
- 1999 – Alicja w Krainie Czarów – królewski kat
- 2000 – David Copperfield – dr Chilip
- 2001 – Nowe szaty cesarza – Antommarchi
- 2001-2003 – Starhunter – Caravaggio AI
- 2004 – Upiór w operze – monsieur Reyer
- 2007 – Torchwood – Bilis
- 2016 – Zaginione miasto Z – lord Bernard
- 2017 – Starhunter. Transformacja – Caravaggio AI
- 2017-2018 – Starhunter. ReduX – Caravaggio AI

i inne.

## Nagrody
- Nagroda BAFTA (1961) – Nagroda za najbardziej obiecujący debiut aktorski
- Nagroda na MFF w Cannes (1962) – Nagroda dla najlepszego aktora